# Beryl Crockford
Beryl Edwina Crockford, geboren als Beryl Edwina Martin und bis 1984 Beryl Edwina Mitchell (* 26. Juni 1950 in London, England; † 11. September 2016 in Westmead, Sydney, Australien), war eine britische Leichtgewichts-Ruderin und Weltmeisterin 1985.

## Sportliche Karriere

### Beryl Mitchell
Beryl Mitchell war eine Pionierin des britischen Frauenruderns. Bei den Weltmeisterschaften 1975 in Nottingham trat sie im Vierer mit Steuerfrau an und belegte den neunten Platz. Im Jahr darauf fanden bei den Olympischen Spielen in Montreal erstmals olympische Wettbewerbe im Frauenrudern statt, aus dem Vereinigten Königreich nahmen zwei Boote teil. Mitchell startete zusammen mit Linda Clark im Doppelzweier. Die beiden belegten den zehnten Platz unter elf Booten. Bei den Weltmeisterschaften 1977 belegten Clark und Mitchell den neunten Platz.
Drei Jahre später bei den Olympischen Spielen in Moskau ruderte Linda Clark im Achter und belegte den fünften Platz. Beryl Mitchell trat im Einer an. Sie gewann ihren Vorlauf und wurde im Halbfinale Zweite hinter der Rumänin Sanda Toma. Im Finale siegte Toma, neun Sekunden dahinter belegte Mitchell den fünften Platz. 1981 bei den Weltmeisterschaften in München siegte Toma mit einer Sekunde Vorsprung vor Beryl Mitchell, eine weitere Sekunde dahinter erreichte die Russin Irina Fetissowa als Dritte das Ziel. Beryl Mitchell war die erste britische Medaillengewinnerin bei Ruder-Weltmeisterschaften überhaupt. Zwei Jahre später wurde Mitchell Siebte bei den Weltmeisterschaften 1983. Bei den Olympischen Spielen 1984 in Los Angeles gewann Mitchell ihren Vorlauf und erreichte den Endlauf als Dritte ihres Halbfinales. Im Finale lag sie von Anfang zurück und wurde Sechste.

### Beryl Crockford
Bei den Weltmeisterschaften 1985 standen erstmals Frauenwettbewerbe im Leichtgewichts-Rudern auf dem Programm. Beryl Crockford nahm zusammen mit Linda Clark am Wettbewerb im Leichtgewichts-Doppelzweier teil. Die beiden gewannen den Titel vor dem westdeutschen Boot; sie waren damit die ersten britische Ruder-Weltmeisterinnen. Im Jahr darauf bei den Weltmeisterschaften 1986 in Nottingham wurde Crockford Zehnte im Leichtgewichts-Einer.
1987 wurde Beryl Crockford das erste weibliche Mitglied des Leander Club, nachdem sie vorher für den Thames Tradesmen’s RC aus Chiswick gerudert war.
Crockford wanderte später nach Australien aus und arbeitete dort als Rudertrainerin. 2016 starb sie nach einem Fahrradunfall.